# 毛飛廉
毛飞廉（1993年7月30日—），浙江杭州人，中国男子游泳运动员。主要泳姿是混合泳及蛙泳。曾打破200米蛙泳全国纪录。他曾参加2016年夏季奥林匹克运动会。